# The Carpet from Bagdad
Pour plus de détails, voir Fiche technique et Distribution.
The Carpet from Bagdad est un film muet américain réalisé par Colin Campbell et sorti en 1915.

## Fiche technique
- Réalisation : Colin Campbell
- Scénario : Harold McGrath, d'après son roman
- Date de sortie : États-Unis : 3 mai 1915

## Distribution
- Kathlyn Williams : Fortuna Chedsoye
- Wheeler Oakman : George P. A. Jones
- Guy Oliver : Horace Wadsworth
- Eugenie Besserer : Mrs Chedsoye
- Frank Clark : Major Callahan
- Charles Clary : Mohamed
- Harry Lonsdale : Arthur Wadsworth
- Fred Huntley : Wallace